# Josefina Mendoza
Josefina Mendoza (Daireaux, Buenos Aires, Argentina, 16 de mayo de 1992) es una ex dirigente estudiantil y exdiputada nacional por la Unión Cívica Radical (UCR), actualmente se desempeña como jefa de despacho de Facundo Manes en la Cámara de diputados Argentina y sostiene una nutrida participación en organismos de tercer sector vinculadas con el cambio climático.
En 2016 fue elegida presidenta de la Federación Universitaria Argentina siendo la primera mujer de la historia en presidir dicha Federación con más de cien años de historia. En 2017 fue elegida diputada nacional por la UCR.

## Biografía

### Infancia
Nació el 16 de mayo de 1992 en Daireaux, un pueblo pequeño ubicado en el sudoeste de la provincia de Buenos Aires, Argentina. Sus padres se llaman Natalia y "Jano" y es la mayor de 5 hermanos (Francisco, María, Juan y Valerio).
Durante su infancia, con su familia vivió, debido a cuestiones laborales de sus padres, en distintas localidades de la provincia de Buenos Aires, como Pellegrini y Trenque Lauquen, para luego regresar a Daireaux. Hizo sus estudios secundarios como pupila en la Escuela Agrotécnica Salesiana "Carlos Casares".

### Estudios universitarios
En 2010, se trasladó a vivir a la ciudad de Tandil para comenzar sus estudios Universitarios, en la Licenciatura en Relaciones Internacionales en la Facultad de Ciencias Humanas perteneciente a la Universidad del Centro de la Provincia de Buenos Aires (UNICEN).[cita requerida]
Es allí que inicia su militancia en Franja Morada, agrupación por la que fue Consejera por el claustro estudiantil en los períodos 2012-2013 y 2013-2014 por su carrera, y candidata a presidenta del centro de estudiantes en 2013.

## Federación Universitaria Argentina
En 2014, a los 22 años, es elegida vicepresidenta de la Federación Universitaria Argentina (FUA). En 2016, se convierte en presidenta de la FUA y reflexionando en la prensa escrita sobre el centenario de la Reforma Universitaria, próximo a cumplirse en ese entonces.
Mientras ocupaba este cargo y en el contexto de una lucha entre el gremio docente bonaerense y el gobierno provincial, escribió una dura carta a Roberto Baradel, secretario general del Suteba, en la que criticaba el paro que llevaba adelante el gremio, postura considerada por algunos como controvertida. Según la propia Mendoza, fue este gesto el que le dio visibilidad política dentro de la UCR y la llevó a ser convocada como candidata en las elecciones para diputados nacionales de 2017.

## Cámara de Diputados de la Nación Argentina
En las elecciones legislativas de 2017 Mendoza fue elegida diputada nacional por la provincia de Buenos Aires,  a pesar de los cuestionamientos recibidos desde federaciones y centros estudiantiles por su acompañamiento a Esteban Bullrich, exministro de Educación de Argentina señalado como el responsable del ajuste a la educación pública. Mendoza ocupó el décimo lugar en la lista de 15 bancas obtenidas por la lista. Su cargo inició el 10 de diciembre de 2017 y finaliza el 9 de diciembre de 2021.
Pese a haber llegado por la vía de la militancia estudiantil, votó a favor del presupuesto de Cambiemos de 2018 que implicaba recortes del 44% en becas universitarias, 14.1% en recursos para formación docente y 52.5% para el ex Conectar Igualdad con respecto al año anterior, además de continuar con las disminuciones del 11% para el presupuesto a universidades nacionales y del 42% en el FUNDAR que financia voluntariados e infraestructura, si se lo comparaba con 2015.
Su principal tema de interés es todo lo relativo a la educación Ha escrito en Clarín una solicitud que fue presentada a la Asociación de Fútbol Argentino (AFA) para incentivar a los futbolistas a finalizar sus estudios.
Otra temática que defiende desde hace muchos años participando activamente, anteriormente como dirigente estudiantil y actualmente como diputada nacional, y sobre el que se ha expresado en la prensa escrita es la despenalización del aborto en Argentina.
Integra las siguientes comisiones de la Cámara de Diputados de la Nación Argentina:
- Asuntos cooperativos, mutuales y de organizaciones no gubernamentales (vocal).
- Cultura (vicepresidente segunda).
- Deportes (vocal).
- Discapacidad (vocal).
- Educación (vocal).
- Mujeres y Diversidad (vocal).
- Recursos Naturales y conservación del Ambiente humano (vocal).

Además estuvo en el grupo parlamentario de amistad con la República de Armenia, el cual hoy en día desempeña el cargo de Vocal[cita requerida].
En el contexto del debate por el Presupuesto 2019 en Argentina, se ha mostrado a favor de la asignación destinada a educación y de las políticas educativas impulsadas por el gobierno del presidente Mauricio Macri.

### Proyectos destacados
Se pueden mencionar algunos proyectos legislativos destacados como "Nomenclaturas de espacios públicos", la creación del "Régimen Nacional de desarrollo sostenible", las modificaciones de la LEY N.º 23.592 de "Actos Discriminatorios" , "Presupuestos mínimos para la mitigación y adaptación al cambio climático", "Locación de inmuebles para estudiantes del nivel superior" y la creación del "Programa Nacional de capacitación y formación integral de deportistas contra la violencia", entre otros.

## Unión Cívica Radical
En octubre de 2018 fue elegida presidenta de la Unión Cívica Radical del partido de La Matanza, provincia de Buenos Aires, para finalizar un periodo de dos años de acefalía local. En las elecciones de 2019, el radicalismo local volvió a tener representación en el Concejo Deliberante luego de una década de ausencia.
En diciembre de 2019 fue elegida como miembro de la conducción nacional de la Unión Cívica Radical bajo la presidencia de Alfredo Cornejo, convirtiéndose con 27 años en la mujer más joven en integrar la conducción de la UCR nacional en su más de 130 años de historia.

## Distinciones
- Premio "10 jóvenes sobresalientes de la República Argentina 2018", otorgado por la organización JCI Argentina. (22 de noviembre de 2018).[21][22]
- Reconocimiento del Círculo de Legisladores de la Nación (22 de octubre de 2018).[23][24]